# شكيب بن موسى
شكيب بنموسى (مواليد 24 فبراير 1958) هو سياسي مغربي، كان يشغل منصب وزير الداخلية ما بين 2006 و2010، شغل منصب رئيس اللجنة الخاصة بالنموذج التنموي، وشغل منذ 7 أكتوبر 2021 وحتى 18 اكتوبر 2024 منصب وزير التربية الوطنية والتعليم الأولي والرياضة. وعين يوم 18 من أكتوبر 2024، من طرف الملك محمد السادس مندوبا ساميا للتخطيط خلفا لأحمد الحليمي.  وعُين كذلك كعضو مقيم بأكاديمية المملكة المغربية.

## مسيرته
تخرج مهندسا من مدرسة البوليتكنيك بباريس سنة 1979 ثم مهندسا من المدرسة الوطنية للقناطر والطرقات بباريس سنة 1981. وهو أيضا حاصل على شهادة الماسترز في العلوم سنة 1983 من «ماساتشوسيت إنستتيوت أوف تكنولوجي» بجامعة كامبريدج الأمريكية وكذا على دبلوم الدراسات ا عليا في تدبير المشاريع من معهد إدارة المقاولات سنة 1986 . وشغل السيد بنموسى من سنة 1981 إلى سنة 1983 مهمة باحث مساعد بمختبر المياه ب«(ماساتشوسيت إنستتيوت أوف تكنولوجي» ثم تولى من سنة 1983 إلى 1985 مهمة مسؤول مصلحة مناهج التدبير بمديرية الطرق وكذا مهمة مهندس مستشار بمكتب الدراسات (مجلس الهندسة والتنمية) من سنة 1985 إلى 1987 . وتولى السيد شكيب بنموسى من سنة 1987 إلى 1989 منصب مدير التخطيط والدراسات بوزارة التجهيز ثم منصب مدير الطرق والسير الطرقي بنفس الوزارة من سنة 1989 إلى 1995 وكذا منصب الكاتب العام للوزارة الأولى من سنة 1995 إلى 1998. كما عين السيد بنموسى رئيسا منتدبا لشركة «صوناصيد» ورئيسا للمنطقة الحرة بطنجة. ومنذ سنة 2000 أصبح السيد بنموسى عضوا للجنة التنفيذية لمجموعة مجموعة أونا (أونا) ومتصرفا مديرا عاما لمجموعة (براسري دي ماروك). كما يعتبر السيد بنموسى عضوا في مكتب الاتحاد العام لمقاولات المغرب وعضو اللجنة الوزارية الخاصة بالتربية والتكوين وعضوا في لجنة الدعم الدائم لمؤسسة محمد الخامس. وشغل أيضا منذ ديسمبر 2002 منصب والي كاتب عام لوزارة الداخلية. كما شغل منصب وزير الداخلية بتعيين من ملك المغرب في حكومة إدريس جطو. وفي 9 مارس 2013 عينه الملك محمد السادس سفيراً للمغرب لدى فرنسا.